# Peire Cardenal
Peire Cardenal (auch: Cardinal; * um 1180 in Le Puy-en-Velay; † um 1278 in Montpellier) war ein französischer Troubadour altokzitanischer Sprache.

## Leben und Werk
Peire Cardenal war ab 1204 Schreiber des Grafen Raimund VI. von Toulouse, dann seines Sohnes Raimund VII. Geschätzt wurde er auch von König Jaime I. von Aragón. Ab 1216 trat er mit Dichtung hervor. Er lebte unter anderem an den Höfen von Rodez und Les Baux-de-Provence.
Peire Cardenal erlebte den von Papst Innozenz III. befohlenen Albigenserkreuzzug und die Eroberung Südfrankreichs durch Nordfrankreich 1207–1229. Nach der Eingliederung Okzitaniens in das nordfranzösische Königreich drückte er seine Empörung über das Fehlverhalten und die Habgier vor allem der Kirchenvertreter (clercs) in zahlreichen sogenannten Sirventes aus, satirischen Schmähgedichten oder Scheltgedichten in altokzitanischer Sprache. Sein letztes Sirventes stammt von 1272. Insgesamt schrieb er 96 Gedichte.
Peire Cardinal steht am Ende einer von Dante geschätzten altokzitanischen Hochkultur, die von der römisch-katholischen Kirche im Zusammenwirken mit dem französischen Königtum zerstört wurde.

## Werke
- Tròces causits. Hrsg. Charles Camproux. Centre d’Estudis Occitans, Montpellier 1970.
- Poésies complètes du troubadour Peire Cardenal (1180–1278). Hrsg. René Lavaud. Privat, Toulouse 1957.
- Dans la nef des fous. Sirventès et autres chansons. Hrsg. und Übersetzer Yves Leclair. Éditions Fédérop, Gardonne 2020. (okzitanisch und französisch)